# حرب فيرارا
حرب فيرارا (و التي تعرف أيضاً باسم حرب الملح) انتهت بصلح بانيولو. دارت الحرب بين عامي 1482-1484 بين إركولي الأول ديستي دوق فيرارا، و القوات البابوية التي حشدها عدو إركولي الشخصي البابا سيكستوس الرابع و حلفائه البنادقة. انتهت الأعمال العدائية بمعاهدة بانيولو في 7 أغسطس 1484.